# Diastracis nebulosa
Diastracis nebulosa är en insektsart som först beskrevs av Melichar 1902.  Diastracis nebulosa ingår i släktet Diastracis och familjen Flatidae. Inga underarter finns listade i Catalogue of Life.